# Munida kawamotoi
Munida kawamotoi is een tienpotigensoort uit de familie van de Munididae. De wetenschappelijke naam van de soort is voor het eerst geldig gepubliceerd in 2002 door Osawa & Okuno.